# Gustavo Marques
Gustavo Marques Alves dos Santos (Belo Horizonte Brasil, 9 de octubre de 2001) es un futbolista brasileño que juega de defensa en el Red Bull Bragantino del Campeonato Brasileño de Serie A, cedido por el S. L. Benfica "B" de la Segunda División de Portugal.

## Trayectoria
Nacido en Belo Horizonte, Minas Gerais, se incorporó a la cantera del América Mineiro en 2017. El 4 de diciembre de 2020 fue cedido al Luverdense E. C. hasta febrero siguiente.
A su regreso, fue destinado de nuevo al equipo sub-20, pero fue ascendido al primer equipo en diciembre de 2021. Debutó con el primer equipo el 25 de enero de 2022, como titular en la derrota a domicilio por 1-2 en el Campeonato Mineiro frente al A. A. Caldense.
El 10 de marzo de 2022 renovó su contrato hasta diciembre de 2024. Trece días después marcó su primer gol con el primer equipo, el único de su equipo en la derrota por 1-3 ante el Tombense F. C..
Debutó en el Campeonato Brasileño de Serie A el 29 de mayo de 2022, sustituyendo a Iago Maidana en el descanso del partido contra el S. C. Corinthians.

## Estadísticas

### Clubes
Actualizado al último partido disputado el 3 de noviembre de 2024.
| Club                           | Div.          | Temporada     | Liga  | Liga  | Estatal | Estatal | Copas nacionales | Copas nacionales | Copas internacionales | Copas internacionales | Total | Total |
| Club                           | Div.          | Temporada     | Part. | Goles | Part.   | Goles   | Part.            | Goles            | Part.                 | Goles                 | Part. | Goles |
| ------------------------------ | ------------- | ------------- | ----- | ----- | ------- | ------- | ---------------- | ---------------- | --------------------- | --------------------- | ----- | ----- |
| América Mineiro · Brasil       | 1.ª           | 2022          | 1     | 0     | 8       | 1       | 0                | 0                | 0                     | 0                     | 9     | 1     |
| América Mineiro · Brasil       | Total club    | Total club    | 1     | 0     | 8       | 1       | 0                | 0                | 0                     | 0                     | 9     | 1     |
| S. C. União Torreense Portugal | 2.ª           | 2022-23       | 26    | 3     | —       | —       | 4                | 0                | —                     | —                     | 30    | 3     |
| S. C. União Torreense Portugal | Total club    | Total club    | 26    | 3     | 0       | 0       | 4                | 0                | 0                     | 0                     | 30    | 3     |
| S. L. Benfica "B" Portugal     | 2.ª           | 2023-24       | 31    | 1     | —       | —       | —                | —                | —                     | —                     | 31    | 1     |
| S. L. Benfica Portugal         | 1.ª           | 2023-24       | 1     | 0     | —       | —       | —                | —                | —                     | —                     | 1     | 0     |
| S. L. Benfica Portugal         | Total club    | Total club    | 1     | 0     | 0       | 0       | 0                | 0                | 0                     | 0                     | 1     | 0     |
| S. L. Benfica "B" Portugal     | 2.ª           | 2024-25       | 9     | 0     | —       | —       | —                | —                | —                     | —                     | 9     | 0     |
| S. L. Benfica "B" Portugal     | Total club    | Total club    | 40    | 1     | 0       | 0       | 0                | 0                | 0                     | 0                     | 40    | 1     |
| Total carrera                  | Total carrera | Total carrera | 68    | 4     | 8       | 1       | 4                | 0                | 0                     | 0                     | 80    | 5     |